# Tanja Benedetto
Tanja Benedetto ist eine ehemalige deutsche Voltigiererin. Sie wurde jeweils zweifache Welt- und Europameisterin sowie dreifache Deutsche Meisterin.

## Werdegang
Benedetto begann in Kriftel mit dem Voltigieren, erzielte ihre größten Erfolge zwischen 1994 und 1997 jedoch im Reitverein Mainz-Laubenheim. Ab 1999 arbeitete sie als Physiotherapeutin und war als solche auch für die Deutsche Reiterliche Vereinigung (FN) tätig, indem sie die Voltigierer des Bundeskaders bei Championaten und Vorbereitungslehrgängen betreute, u. a. bei der WM 2006. Inzwischen ist sie Redakteurin beim ZDF in Mainz.
Nach Beendigung der Aktivenlaufbahn engagiert sie sich weiterhin im Voltigiersport als Wettkampfrichterin, Trainerin und Referentin. 2010 übernahm sie zudem das Amt als Disziplintrainerin Voltigieren des Deutschen Olympiade-Komitees für Reiterei (DOKR) für den Jugendbereich. Sie unterstützte in dieser Funktion Voltigier-Bundestrainerin Ulla Ramge bei den Weltreiterspielen 2010.

## Erfolge
Siege und Platzierungen in der Einzelwertung:
Weltmeisterschaften
- Gold: 1994, 1996
- Bronze: 1992

Europameisterschaften
- Gold: 1995, 1997

Deutsche Meisterschaften
- Gold: 1994, 1995, 1996
- Silber: 1993
- Bronze: 1992

## Auszeichnungen
1996 wurde Giuri-Benedetto das Goldene Voltigierabzeichen der FN verliehen.
Aufgrund ihrer vier Goldmedaillen bei internationalen Meisterschaften der Fédération Équestre Internationale (FEI) erhielt Giuri-Benedetto eine persönliche Mitgliedschaft im Deutschen Olympiade-Komitee für Reiterei (DOKR) auf Lebenszeit.